# Grigorij Czuchnin
Grigorij Pawłowicz Czuchnin (ros. Григорий Павлович Чухнин; ur. 23 stycznia?/4 lutego 1848 w Mikołajowie, zm. 28 czerwca?/11 lipca 1906 w Sewastopolu) – rosyjski wojskowy, wiceadmirał, dowódca Floty Czarnomorskiej w latach 1904–1906.

## Życiorys

### Kariera wojskowa
Był synem zubożałego szlachcica, oficera artylerii morskiej, najmłodszym z dwanaściorga dzieci. W wieku siedmiu lat rozpoczął naukę w Korpusie Aleksandrowskim, jako dziesięciolatek przeszedł do Morskiego Korpusu Kadetów. Podczas nauki biegle opanował języki angielski i francuski. W 1865 r. otrzymał stopień gardemarina. Dwa lata później awansował na stopień miczmana. Służył na fregacie „Kniaź Pożarski”, następnie do 1881 r. na korwecie „Wariag”, od 1871 r. w stopniu porucznika. W 1878 r. jako starszy oficer krążownika „Azija” uczestniczył w ekspedycji do Ameryki. W latach 1880–1881 był starszym oficerem na korwecie Askold. W 1882 r. został starszym oficerem na fregacie „Gienierał-admirał”. W 1886 r. mianowany dowódcą nieukończonej jeszcze kanonierki „Mandżur”, która wyszła w morze dwa lata później. W latach 1892–1896 był dowódcą krążownika „Pamiat' Azowa”. W styczniu 1896 r. otrzymał awans na stopień kontradmirała. Równocześnie został młodszym flagmanem eskadry Oceanu Spokojnego i dowódcą portu we Władywostoku. Jako komendant portu silnie zaangażował się w jego modernizację. W latach 1902–1904 był komendantem Nikołajewskiej Akademii Morskiej oraz dyrektorem Morskiego Korpusu Kadetów. Przeprowadził reformę programu nauczania w Korpusie, kładąc większy nacisk na przedmioty praktyczne i techniczne. W 1903 r. awansowany na stopień wiceadmirała. Cieszył się reputacją jednego z najlepszych rosyjskich oficerów marynarki. W maju 1904 r. został naczelnym dowódcą Floty Czarnomorskiej oraz portów u rosyjskich wybrzeży Morza Czarnego. Nominując go, minister marynarki wojennej Fiodor Awielan miał nadzieję ukrócić nastroje rewolucyjne, które szerzyły się coraz bardziej wśród marynarzy Floty.

### Dowódca Floty Czarnomorskiej w okresie rewolucji 1905 r.
Czuchnin przybył do Sewastopola w okresie, gdy Rosja ponosiła klęski w wojnie z Japonią, a wśród marynarzy, także Floty Czarnomorskiej, coraz wyraźniej szerzyło się niezadowolenie i sympatie rewolucyjne. Dowódca Floty Czarnomorskiej, zdecydowany bezwzględnie zwalczać te nastroje, nakazał regularnie przeszukiwać kajuty marynarzy w poszukiwaniu rewolucyjnej literatury i nie dopuszczać do potajemnych zebrań załóg. Nakazał zaostrzenie dyscypliny na okrętach, kapitanów okrętów zachęcał do jej egzekwowania wszelkimi surowymi środkami. Po czterech miesiącach jego służby w Sewastopolu doszło do buntu w miejscowych koszarach marynarki. W odpowiedzi Czuchnin wykluczył ze służby marynarzy związanych z radykalnymi organizacjami politycznymi, a marynarzy podejrzanych o takie kontakty nakazywał bezterminowo więzić nawet, gdy brakowało dowodów ich wywrotowej działalności. W listopadzie 1904 r. zakazał marynarzom opuszczania pokładu okrętów i wyjść do miasta. Po krwawej niedzieli nastroje we Flocie uległy dalszemu pogorszeniu. Zdając sobie z tego sprawę, Czuchnin w lutym 1905 r. wygłosił w Sewastopolu mowę do marynarzy, w której oświadczał, iż nie przyjmie żadnych skarg na warunki służby i żądał, by marynarze zeszli z drogi „nikczemności i hańbienia rosyjskości”. Jego wystąpienie było wśród marynarzy kolportowane drukiem. Nie wywołało zamierzonego efektu, a nastroje we Flocie nadal ulegały radykalizacji. W liście do ministra marynarki wojennej Czuchnin skarżył się nie tylko na działalność organizacji rewolucyjnych, ale też na oficerów Floty Czarnomorskiej, których oceniał bardzo nisko.
Latem 1905 r. wybuchł bunt na pokładzie pancernika „Kniaź Potiomkin-Tawriczeski”. Wiceadmirał Czuchnin otrzymał od cara Mikołaja II osobiste upoważnienie do stłumienia buntu wszelkimi środkami, łącznie z zatopieniem okrętu. W czerwcu 1906 r. zbuntowała się również załoga okrętu szkoleniowego „Prut”. O ile załoga „Potiomkina” zdołała dotrzeć do Rumunii i poddać się tamtejszym władzom, powstanie na „Prucie” zostało szybko stłumione. Grigorij Czuchnin przeprowadził procesy zbuntowanych marynarzy z tego okrętu oraz z okrętu „Gieorgij Pobiedonosiec”, wydając wyroki śmierci i długoletnich ciężkich robót. Na jego rozkaz skazani na śmierć przywódcy buntu zostali publicznie rozstrzelani przed bramą głównego fortu w Sewastopolu. Bezwzględnością w postępowaniu z rewolucjonistami Czuchnin zamierzał zapewnić sobie pozostanie na stanowisku dowódcy Floty Czarnomorskiej. Nadal był również przekonany, że jego własne postępowanie z marynarzami nie przyczyniło się do wybuchu otwartej rebelii. Winił za to wyłącznie podległych oficerów.
W październiku 1905 r. w Sewastopolu wybuchł strajk generalny, któremu towarzyszyły robotnicze demonstracje. 18/31 października 1905 r. wojsko rozpędziło taki pochód, zabijając na miejscu 6–8 demonstrantów. Pogrzeb zabitych przerodził się w kolejną demonstrację, a w kolejnych dniach wydarzenia eskalowały: 8/21 listopada 1905 r. marynarze krążownika „Oczakow” odmówili wykonywania rozkazów dowódcy okrętu, 11/24 listopada 1905 r. przy udziale agitatorów, związanych z partią socjaldemokratyczną, zbuntowali się żołnierze 49 Brzeskiego pułku piechoty oraz kolejni marynarze. Tego samego dnia wiceadmirał Czuchnin zabronił marynarzom udziału w zgromadzeniach publicznych, co wielu z nich zignorowało. Do rozbicia jednego z nielegalnych zgromadzeń wezwano kompanię żołnierzy, którzy oddali strzały do marynarzy. Wydarzenie to stało się przyczyną otwartego buntu we flocie, wspieranego również przez żołnierzy piechoty i artylerii oraz cywilnych robotników portowych, łącznie ok. 8000 ludzi. Wiceadmirał Czuchnin telegrafował do Mikołaja II, że będzie musiał spełnić żądania zrewoltowanych marynarzy (podniesienie żołdu, poprawa warunków pełnienia służby) lub rozwiązać Flotę Czarnomorską.
14/27 listopada 1905 r. (lub według innego źródła – dzień później) dowódcą powstania ogłosił się porucznik Piotr Szmidt, który dowodził marynarzami z pokładu opanowanego przez nich krążownika „Oczakow”. 15/28 listopada wiceadmirał Czuchnin wystosował pod adresem Szmidta ultimatum, żądając bezwarunkowej kapitulacji. Gdy ultimatum zostało zignorowane, Czuchnin wydał rozkaz ostrzelania „Oczakowa” przez okręty i artylerię przybrzeżną, tłumiąc bunt w ciągu kilkunastu godzin. Wierne Czuchninowi siły aresztowały 1600 uczestników buntu. Czuchnin przewodniczył sądowi, przed którym stanął Piotr Szmidt. Porucznik został skazany na karę śmierci i w marcu 1906 r. stracony. 

### Śmierć
27 stycznia?/9 lutego 1906 r. działaczka partii eserowskiej Jekatierina Izmajłowicz dokonała zamachu na Czuchnina – czterokrotnie strzeliła do niego, ciężko go raniąc; została zabita na miejscu przez żołnierzy ochraniających wiceadmirała. Po tym wydarzeniu Czuchnin wzmocnił swoją ochronę, która towarzyszyła mu podczas wszystkich wystąpień publicznych oraz podczas poruszania się po mieście. Jeden z ochroniarzy przekazał jednak informacje o położeniu daczy Czuchnina rewolucjonistom. W rezultacie 28 czerwca?/11 lipca 1906 r. Czuchnin zginął w drugim zamachu, zastrzelony na swojej daczy Gołłandija przez rewolucjonistę, marynarza Akimowa.
Został pochowany w dolnej cerkwi soboru św. Włodzimierza w Chersonezie Taurydzkim, pełniącej funkcje mauzoleum rosyjskich admirałów.